# Giovanni Zantedeschi
Giovanni Zantedeschi (Molina (Fumane), 3 de maig de 1773 – Bovegno, 16 de maig de 1846) fou un metge itàlia i un botànic d'anomenada.
Nasqué a Molina, poble del municipi de Fumane a la província de Verona. Estudià a aquesta darrera ciutat i a Pàdua, on es graduà amb honors en medicina i cirurgia. Completà la seva formació a Verona altra volta, i exercí la professió mèdica durant un temps a Tremosine (província de Brescia), per acabar establint-se a Bovegno fins a la mort.
Gran afeccionat a la botànica, publicà deu llibres sobre la flora de la província de Brescia, una mostra de la seva amistat amb el professor Ciro Pollini (1782-1833), botànic veronès i autor de l'obra de referència Flora Veronensis ("Flora de Verona"). També mantingué una sovintejada correspondència amb el botànic alemany Kurt Sprengel (1766 - 1833), que batejà la planta Zantedeschia en honor seu.
Zantedeschi descobrí i descrigué per a la ciència quatre plantes. El seu poble natal, Molina, li dedicà el museu botànic local, que conté més de 300 espècies vegetals de la regió, incloent-hi moltes orquídies.